# Avril 1792
Cette page présente les faits marquants du mois d'avril 1792.

## Événements

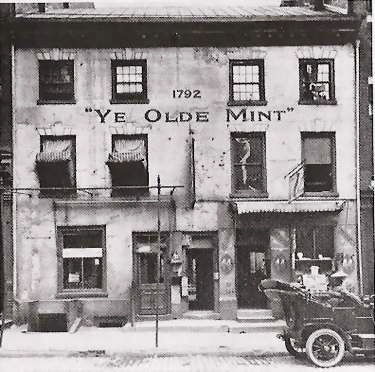
Premier Hôtel de la monnaie américain à Philadelphie

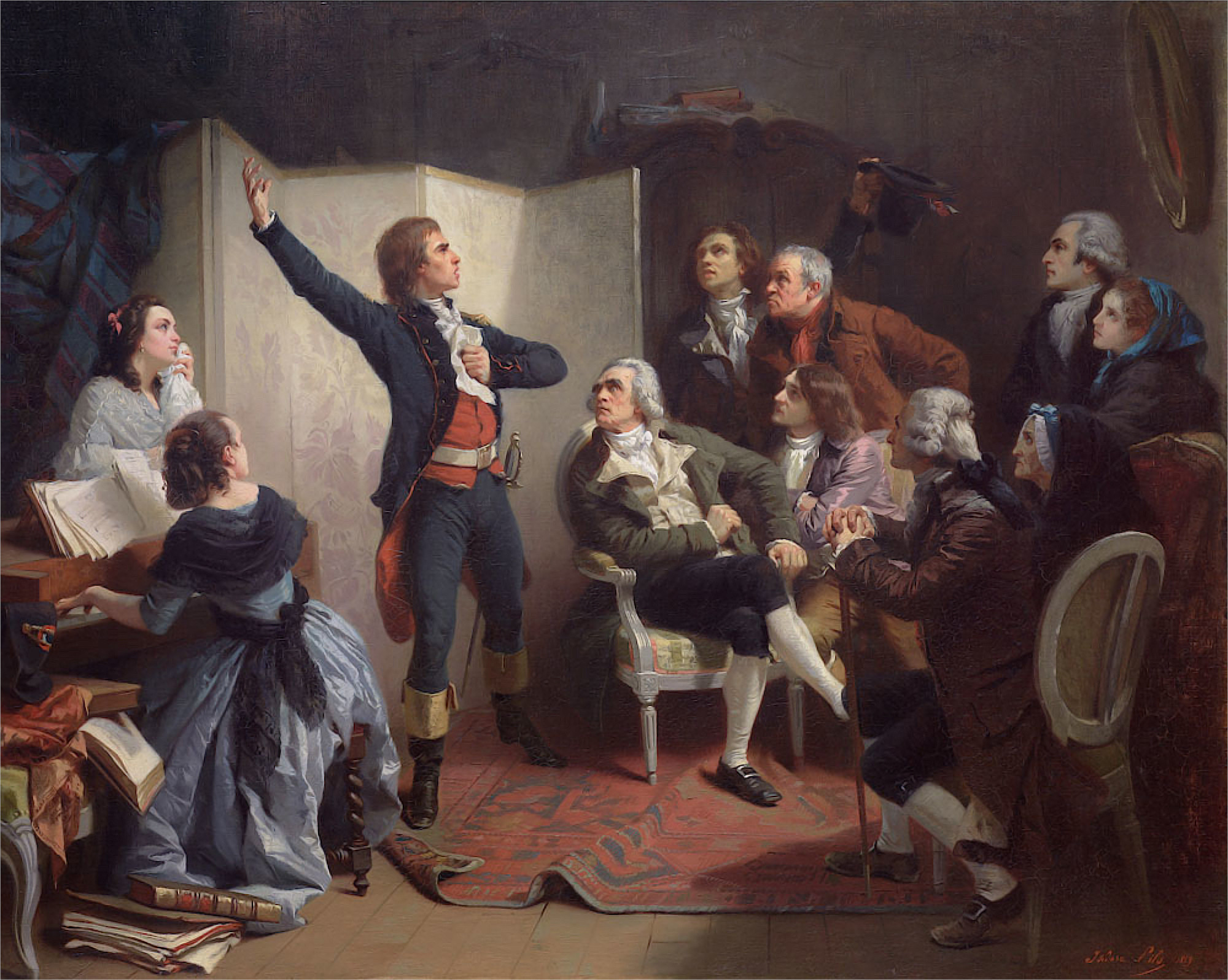
Rouget de l'Isle chante La Marseillaise pour la première fois

- 1er avril, France : l'Assemblée législative adopte le télégraphe optique de Chappe.
- 2 avril, États-Unis : une loi sur la monnaie, le Coinage Act of 1792, permet la création d'un Hôtel de la monnaie.
- 4 avril, France : décret de la Législative instaurant l'égalité entre tous les libres[1]
- 5 avril, États-Unis : le Président George Washington met son veto sur une loi conçue pour envoyer des représentants parmi les États des États-Unis. C'est la première fois que le veto présidentiel est employé aux États-Unis.
- 16 avril, Expédition Vancouver. George Vancouver explore le littoral occidental de l’Amérique du Nord[2].
- 20 avril : la France déclare la guerre au roi de Bohême et de Hongrie (c'est-à-dire l'empereur d'Autriche François II, qui avait adressé à Louis XVI le 15 avril un ultimatum concernant les droits des Princes possessionnés d'Alsace.
- 20 et 21 avril, France : lecture du Rapport et projet de décret sur l’organisation générale de l’instruction publique présenté à l'Assemblée constituante par Condorcet.
- 23 avril : arrestation du franc-maçon russe Novikov[3], emprisonné à Schlüsselbourg jusqu'en 1796. Catherine II de Russie ordonne la dissolution de toutes les loges maçonniques.

- 25 avril, France :
  - Rouget de l'Isle compose à Strasbourg le Chant de l'armée du Rhin (future Marseillaise);
  - exécution de Nicolas Jacques Pelletier, première en France, par la guillotine place de Grève, à Paris.
- 27 avril, Saint-Pétersbourg : une partie de la haute noblesse de Pologne forme la confédération de Targowica (postdatée du 14 mai) qui dénonce la constitution et fait appel à Catherine II de Russie, qui organise une contre-révolution au nom des « libertés polonaises » et contre « l’esprit du démocratisme français »[4].
- 28 avril : prise de Porrentruy par les Français[5].
- 29 avril : déroute française de Marquain[6].
- 29 et 30 avril : combat de Quiévrain.
- 30 avril, Royaume-Uni : Lord Grey, fondateur d’une Société des amis du peuple, annonce à la Chambre des communes qu’il envisage de présenter une motion⋅ sur la réforme en faveur d’une enquête sur le système représentatif. La motion, présentée le 6 mai 1793 dans le contexte de la proclamation de la République en France, est rejetée[7]. La tenue de deux Convention du peuple en 1792 et 1793, marquent le point d’orgue de l’activité des Jacobins britanniques.

## Naissances
- 16 avril : Filippo de Angelis, cardinal italien, archevêque de Fermo († 8 juillet 1877).
- 23 avril : Antoine François Passy (mort en 1873), homme politique, géologue et botaniste français.

## Décès
- Claude Bertrand (né en 1755), géographe et astronome français.
- 14 avril : Maximilian Hell (né en 1720), astronome autrichien.